# Kreatin
| Kreatin |                                                                                   |
| A kreatin szerkezeti képlete                                                                                    |                                                                                   |
| A kreatin pálcikamodellje                                                                                       |                                                                                   |
| \| \| \| |                                                                                   |
| Szabályos név                                                                                                   | 2-[karbamimidoil(metil)amino]ecetsav                                              |
| Más nevek | N-karbamimidoil-N-metilglicin; metilguanidoecetsav                                |
| Kémiai azonosítók                                                                                               |                                                                                   |
| CAS-szám | 57-00-1                                                                           |
| PubChem | 586                                                                               |
| ChemSpider | 566                                                                               |
| EINECS-szám | 200-306-6                                                                         |
| DrugBank | DB00148                                                                           |
| KEGG | C00300                                                                            |
| MeSH | Creatine                                                                          |
| ChEBI | 16919                                                                             |
| RTECS szám | MB7706000                                                                         |
| ATC kód | C01EB06                                                                           |
| SMILES | CN(CC(O)=O)C(N)=N                                                                 |
| InChIKey | CVSVTCORWBXHQV-UHFFFAOYSA-N                                                       |
| Beilstein | 907175                                                                            |
| Gmelin | 240513                                                                            |
| UNII | MU72812GK0                                                                        |
| ChEMBL | 283800                                                                            |
| Kémiai és fizikai tulajdonságok                                                                                 |                                                                                   |
| Kémiai képlet                                                                                                   | C4H9N3O2                                                                          |
| Moláris tömeg                                                                                                   | 131,13 g/mol                                                                      |
| Megjelenés | fehér kristályok                                                                  |
| Szag | szagtalan                                                                         |
| Olvadáspont | 255 °C                                                                            |
| Oldhatóság (vízben)                                                                                             | 13,3 g l−1 (18 °C-on)                                                             |
| Savasság (pKa)                                                                                                  | 3,429                                                                             |
| Lúgosság (pKb)                                                                                                  | 10,568                                                                            |
| Izoelektromos pont                                                                                              | 8,47                                                                              |
| Megoszlási hányados                                                                                             | −1,258                                                                            |
| Termokémia |                                                                                   |
| Std. képződési entalpia ΔfHo298                                                                                 | −538,06–−536,30 kJ mol−1                                                          |
| Égés standard- entalpiája ΔcHo298                                                                               | −2,3239–−2,3223 MJ mol−1                                                          |
| Standard moláris entrópia So298                                                                                 | 189,5 J K−1 mol−1                                                                 |
| Hőkapacitás, C                                                                                                  | 171,1 J K−1 mol−1 (23,2 °C-on)                                                    |
| Farmakokinetikai adatok                                                                                         |                                                                                   |
| Biológiai felezési idő                                                                                          | 3 óra                                                                             |
| Veszélyek |                                                                                   |
| EU osztályozás                                                                                                  | Xi                                                                                |
| R mondatok | R36/37/38                                                                         |
| S mondatok | S26, S36                                                                          |
| Rokon vegyületek                                                                                                |                                                                                   |
| Rokon alkánsavak                                                                                                | szarkozin dimetiglicin glikociamin N-metil- d-aszparaginsav β-metilamino-l-alanin |
| Rokon vegyületek                                                                                                | kreatin-foszfát dimetilacetamid                                                   |
| Ha másként nem jelöljük, az adatok az anyag standardállapotára (100 kPa) és 25 °C-os hőmérsékletre vonatkoznak. |                                                                                   |
| |                                                                                   |

A kreatin egy magas nitrogéntartalmú, négy szénatomos szerves sav, amely alapvető szerepet játszik a sejtek, legfőképpen az izomrostok energiaellátásában. Utóbbiak tartalmazzák a szervezet teljes kreatinkészletének hozzávetőlegesen 95%-át. A név a görög kreasz (κρέας = hús) szóból ered.
A vegyület az emberi szervezetben aminosavak – arginin, glicin és metionin – felhasználásával képződik. Kémiai szerkezetét tekintve guanidinszármazék és jellemző rá, hogy tautomerizációval kreatininné alakulhat. Az újonnan szintetizált kreatin mellett a szervezet számára forrásul szolgál még a táplálékkal – elsősorban hússal és étrend-kiegészítőkkel – bejuttatott mennyiség is. Az energiaháztartásban elfoglalt központi helyzete annak köszönhető, hogy a kreatinból kreatin-foszfát képződik és a róla lehasadó foszfátcsoport utánpótlást jelent az ATP (adenozin-trifoszfát) képződéséhez.

## Biokémiája
A kreatin keletkezése (de novo szintézise) első lépésben glicinből és argininből: guanidino-acetát képződésével kezdődik. A reakció, amit az arginin:glicin-amidinotranszferáz enzim katalizál sebességmeghatározó lépése a teljes folyamatnak. Második lépésben a guanidino-acetát metilcsoportot vesz át a donor S-adenozil-metionintól, amit a guanidino-acetát-N-metiltranszferáz nevű enzim katalizál.
Fontos megjegyezni, hogy míg előbbi reakció elsősorban a vese és a hasnyálmirigy, addig az utóbbi a máj és a hasnyálmirigy sejtjeiben játszódik le, vagyis a szubsztrátoknak, majd termékeknek a vérkeringéssel kell eljutniuk egyik szervből a másikba.
A kreatin degradációja gerincesekben túlnyomórészt spontán, nem enzimatikus reakció, melynek során a kreatin kreatininné alakul. A folyamat hőmérsékletfüggő és jelentősen befolyásolja a környezet kémhatása is. A magas pH és az alacsony hőmérséklet a biológiailag hasznos kreatinnak kedveznek és lassítják az átalakulást.
Más források a "nem enzimatikus" reakcióval szemben a kreatin-kináz enzim közvetlen hatását tekintik az anyagcsere feltételének. ATP + Kreatin +(<--- kreatin-kináz enzim --->) = ADP + kreatin-foszfát. Az ATP felépítéséhez szükséges foszfort a kreatin szállítja (kreatin-foszfát alakban). A felvételt a kreatin-kináz enzim katalizálja. A kreatin-kináz enzim felszaporodása a szervezetben diagnosztikai jelentőségű a sérült izomsejtek – elsősorban a szívinfarktus – kimutatására.

## Sport és élettani hatások
1992-től a kreatin-monohidrát gyorsan meghódította a sport és testépítő világot. A testépítőket természetes módon vonzzák a kreatin hatásai, méghozzá annyira, hogy már alapvető részét képezi sok sportoló étrendjének. Ajánlói szerint a kreatin stimulálja az energiatermelést, ezért eredményesebb edzésekhez vezet. Túlhidratálja továbbá az izomsejteket vízzel és az izomrostok növekedését és erősödését okozza. A kreatint a testünk természetes úton állítja elő (a vesékben, a májban és a hasnyálmirigyben). A fizikai terhelés, edzés során az izmok összehúzódásához szükséges energiát az ATP nagy sebességű hidrolizációja biztosítja. A folyamat eredményeként ADP (adenozin-difoszfát) szabadul fel. Az ATP regenerálódásához kreatin-foszfátból lehasadó foszfátcsoport szolgál utánpótlásul. Amennyiben elegendő mennyiségű kreatin-foszfát áll rendelkezésre, a reakció gyorsan és akadálytalanul mehet végbe. A kreatin az egyébként véges kapacitású kreatin-foszfát raktárak feltöltésével járul hozzá a folyamathoz.
Vizsgálatok kimutatták, hogy a nagydózisú kreatinbevitel fokozza az ismételt sprintfutások alkalmával mutatott teljesítményt edzett egyénekben. Napi 6 g kreatin bevitele már pozitív hatással van a rövidtávú, nagy intenzitású fizikai munkavégzésre. A kreatin utánpótlása fokozza az maximális erőkifejtés mértékét, valamint a növeli testtömeget, mindezt pedig olyan vizsgálati körülmények mellett, ahol az energiabevitelt állandó szinten tartották és a diéta összetételén sem változtattak. A kreatin fokozza a szervezet teljesítményét és előmozdítja a robbanékonyságot.

## Mellékhatások
Több mint 5g kreatin naponta a szervezet víztartalmának aszimmetriáját, az izmokon kívül a szövetek víztartalmának csökkenését okozhatja, mely súlyos kiszáradáshoz vezethet. A felhasználók említése szerint izomgörcs, hányinger, hányás is előfordult. Hosszú távon károsíthatja a vesét, rohamkeltő hatása is lehet.
A szervezet saját kreatin képzésre gyakorolt hosszútávú hatásokról nincs tapasztalat. A Szakemberek arra hívták fel a figyelmet, hogy az NSAID-ok (nem szteroid gyulladáscsökkentők) és a kreatin együttes használata átmeneti károsodást idézhet elő a vesefunkcióban. Ez azért is fontos, mivel a sportsérülések kezelésére alkalmazott OTC (vény nélkül kapható) és vényköteles gyógyszerek hatóanyagai sokszor NSAID-ok. Mindezen kedvezőtlen hatások kombinálódhatnak rejtett vagy ismert betegségekkel, nagy fehérjebevitellel, illegális gyógyszer vagy droghasználattal. A veszély mértéke, a lehetséges következmények ismeretlenek. A személyes beszámolók során a használók gyakran említik a szedéssel egyidejűleg jelentkező gasztrointesztinális gondokat így például a hasmenést. Ezek elkerülése érdekében nem javallott egyszerre 3-5 g-os dózis fölötti mennyiséget alkalmazni, mivel a 10-15 g-os adagok fokozhatják a gasztrointesztinális problémák előfordulásának kockázatát. A mellékhatásairól szóló publikációkat a forgalmazók vitatják.
A kreatin egy másik, gyakran említett mellékhatása a vérnyomás-emelkedés. Ez azonban csak nem megfelelő mennyiségű folyadékbevitel esetén jelentkezhet. A kreatin ugyanis az izomsejtekbe vonzza a vizet. Ha az így megnövekedett folyadékigény nem pótlódik, akkor az végső soron egy dehidratált állapotot idézhet elő. Olyankor pedig működésbe lép a szervezet vízvisszatartó rendszere. A véráramban lévő víz mennyisége lecsökken, fokozódik a nátriumfelszívódás, összeszűkülnek az erek az agyban és a szívizomban, mindezek pedig a vérnyomás megemelkedését vonják maguk után.